# Francie na Zimních olympijských hrách 1928
Francii na Zimních olympijských hrách v roce 1928 reprezentovala výprava 38 sportovců (36 mužů a 2 ženy) ve 8 sportech.

## Medailisté
| Medaile | Jméno                               | Sport         | Soutěž            |
| ------- | ----------------------------------- | ------------- | ----------------- |
| Zlato   | Andrée Joly-Brunetová Pierre Brunet | Krasobruslení | Sportovní dvojice |